# Hanlin-academie

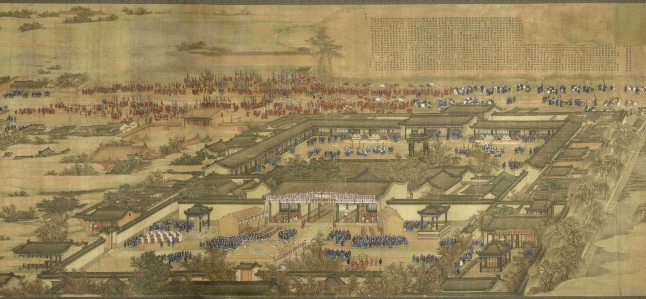
De Hanlin-academie in 1744, na een renovatie onder keizer Qianlong

De Hanlin-academie (翰林院; pinyin: Hànlín Yuàn) was een academisch en administratief instituut. Het werd in 725 tijdens de Tang-dynastie in Chang'an opgericht door de Chinese keizer Tang Xuanzong. Later kwamen er ook vestigingen in Luoyang, Peking en Nanjing.
Alleen literati die een functie aan het keizerlijke hof bekleedden werden toegelaten tot de academie. Zij moesten hiervoor eerst de hoogste jinshi-graad in het  Chinees examenstelsel hebben behaald, waarin ze werden geschoold in de Confucianistische Klassieken en de Vier Kunsten: guqin, go, kalligrafie en schilderen in gewassen inkt. Kunstschilders die aan de academie waren verbonden werkten tot in de Song-periode voornamelijk voor de keizers en hun hofhouding. Hun perfectionische stijl wordt ook wel aangeduid als de academische stijl.
Op 24 juni 1900 brak er tijdens de Bokseropstand brand uit in de Hanlin-academie en haar bibliotheek in Peking. Veel antieke teksten werden verbrand. In 1911 sloot de academie tijdens de Xinhairevolutie voorgoed haar deuren.